# Northwestern Blot
Der Northwestern Blot ist eine biochemische Methode zur Bestimmung von RNA-Protein-Interaktionen.

## Prinzip
Der Northwestern Blot kombiniert eine Trennung von Proteinen durch eine SDS-PAGE und einen Transfer der Proteine auf eine Blotmembran per Western Blot, gefolgt von einem dem Northern Blot entlehnten Nachweis von RNA-bindenden Proteinen mit Hilfe von RNA-Sonden, die zuvor radioaktiv markiert wurden.